# Lorsica
Lorsica – miejscowość i gmina we Włoszech, w regionie Liguria, w prowincji Genua.
Według danych na rok 2004 gminę zamieszkiwały 504 osoby, 29,6 os./km².